# دير البشل
دير البشل قرية تتبع ناحية قرى مركز بانياس في منطقة بانياس التابعة لمحافظة طرطوس.
هي قرية جميلة من قرى سورية تطل على مدينة بانياس وعلى البحر الأبيض المتوسط ويمر بها الطريق الدولي المؤدي إلى دمشق. تقع في شمالها عقدة العنازة المهمة. يعمل العديد من أهلها في محميات البندورة و في تجارة الخضار.